# Canberra International Tennis 2018 - Doppio femminile
Asia Muhammad e Arina Rodionova erano i detentori del titolo, ma solo Rodionova ha scelto di partecipare in coppia con Ellen Perez, riuscendo a difendere il titolo battendo in finale Destanee Aiava e Naiktha Bains con il punteggio di 65-7, 6–3, [10–7].

## Teste di serie
1. Ellen Perez /  Arina Rodionova (campionesse)
2. Alison Bai /  Zoe Hives (primo turno)

1. Destanee Aiava /  Naiktha Bains (finale)
2. Alexandra Bozovic /  Olivia Tjandramulia (quarti di finale)

## Wildcard
1. Laura Ashley /  Isabella Bozicevic (primo turno)
2. Natalie Barbir /  Giorgie Jones (primo turno)

1. Seone Mendez /  Alexandra Osborne (primo turno)

## Qualificate
1. Erin Routliffe /  Marianna Zakarlyuk (primo turno)

## Lucky Losers
1. Yuki Chiang /  Marine Partaud (primo turno)

## Tabellone

### Legenda
| - Q = Qualificato - WC = Wild card - LL = Lucky loser | - ALT = Alternate - SE = Special Exempt - PR = Protected Ranking | - w/o = Walkover - r = Ritirato - d = Squalificato |

|  | Primo turno | Primo turno              | Primo turno              | Primo turno              | Primo turno |  |  | Quarti di finale   | Quarti di finale         | Quarti di finale     | Quarti di finale    | Quarti di finale    |   |   | Semifinali | Semifinali           | Semifinali           | Semifinali      | Semifinali |   |     | Finale | Finale | Finale | Finale | Finale |  |
|  |             |                          |                          |                          |             |  |  |                    |                          |                      |                     |                     |   |   |            |                      |                      |                 |            |   |     |        |        |        |        |        |  |
|  | 1           | E Perez Ar Rodionova     | 3                        | 6                        | [10]        |  |  |                    |                          |                      |                     |                     |   |   |            |                      |                      |                 |            |   |     |        |        |        |        |        |  |
|  |             | A Parnaby A Smith        | 6                        | 3                        | [8]         |  |  | 1                  | E Perez Ar Rodionova     | E Perez Ar Rodionova | 7                   | 6                   |   |   |            |                      |                      |                 |            |   |     |        |        |        |        |        |  |
|  | WC          | L Ashley I Bozicevic     | L Ashley I Bozicevic     | 1                        | 2           |  |  | LL                 | YK Chiang M Partaud      | YK Chiang M Partaud  | 5                   | 3                   |   |   |            |                      |                      |                 |            |   |     |        |        |        |        |        |  |
|  | LL          | YK Chiang M Partaud      | YK Chiang M Partaud      | 6                        | 6           |  |  |                    |                          |                      |                     |                     |   |   | 1          | E Perez Ar Rodionova | E Perez Ar Rodionova | 6               | 6          |   |     |        |        |        |        |        |  |
|  | 4           | A Bozovic O Tjandramulia | A Bozovic O Tjandramulia | 6                        | 6           |  |  |                    |                          |                      | L Cabrera J Fourlis | L Cabrera J Fourlis | 2 | 4 |            |                      |                      |                 |            |   |     |        |        |        |        |        |  |
|  | WC          | N Barbir G Jones         | N Barbir G Jones         | 1                        | 3           |  |  | 4                  | A Bozovic O Tjandramulia | 5                    | 6                   | [10]                |   |   |            |                      |                      |                 |            |   |     |        |        |        |        |        |  |
|  | WC          | S Mendez A Osborne       | S Mendez A Osborne       | 2                        | 3           |  |  |                    | L Cabrera J Fourlis      | 7                    | 3                   | [12]                |   |   |            |                      |                      |                 |            |   |     |        |        |        |        |        |  |
|  |             | L Cabrera J Fourlis      | L Cabrera J Fourlis      | 6                        | 6           |  |  |                    |                          |                      |                     |                     |   |   | 1          | E Perez Ar Rodionova | 65                   | 6               | [10]       |   |     |        |        |        |        |        |  |
|  |             | M Imanishi A Tere-Apisah | M Imanishi A Tere-Apisah | M Imanishi A Tere-Apisah | w/o         |  |  |                    |                          |                      |                     |                     |   |   |            |                      | 3                    | D Aiava N Bains | 7          | 3 | [7] |        |        |        |        |        |  |
|  |             | JA Burrage A Khabibulina | JA Burrage A Khabibulina | JA Burrage A Khabibulina |             |  |  |                    | M Imanishi A Tere-Apisah | 6                    | 1                   | [6]                 |   |   |            |                      |                      |                 |            |   |     |        |        |        |        |        |  |
|  |             | M Inglis K McPhee        | 6                        | 3                        | [5]         |  |  | 3                  | D Aiava N Bains          | 3                    | 6                   | [10]                |   |   |            |                      |                      |                 |            |   |     |        |        |        |        |        |  |
|  | 3           | D Aiava N Bains          | 2                        | 6                        | [10]        |  |  |                    |                          |                      |                     |                     |   |   | 3          | D Aiava N Bains      | D Aiava N Bains      | 6               | 6          |   |     |        |        |        |        |        |  |
|  |             | P Hon O Rogowska         | P Hon O Rogowska         | 7                        | 6           |  |  |                    |                          |                      | P Hon O Rogowska    | P Hon O Rogowska    | 1 | 4 |            |                      |                      |                 |            |   |     |        |        |        |        |        |  |
|  | Q           | E Routliffe M Zakarlyuk  | E Routliffe M Zakarlyuk  | 63                       | 2           |  |  | P Hon O Rogowska   | P Hon O Rogowska         | 4                    | 6                   | [10]                |   |   |            |                      |                      |                 |            |   |     |        |        |        |        |        |  |
|  |             | A Sharma I Wallace       | 6                        | 4                        | [10]        |  |  | A Sharma I Wallace | A Sharma I Wallace       | 6                    | 3                   | [5]                 |   |   |            |                      |                      |                 |            |   |     |        |        |        |        |        |  |
|  | 2           | A Bai Z Hives            | 3                        | 6                        | [6]         |  |  |                    |                          |                      |                     |                     |   |   |            |                      |                      |                 |            |   |     |        |        |        |        |        |  |